# Вішина (Галац)
Вішина (рум. Vișina) — село у повіті Галац в Румунії. Входить до складу комуни Пояна.
Село розташоване на відстані 196 км на північний схід від Бухареста, 86 км на північний захід від Галаца, 130 км на південь від Ясс, 134 км на схід від Брашова.

## Населення
За даними перепису населення 2002 року у селі проживали 514 осіб, усі — румуни. Усі жителі села рідною мовою назвали румунську.